# Étoile Filante Ouagadougou
Étoile Filante de Ouagadougou (EFO) ist ein Sportverein in Ouagadougou, der Hauptstadt von Burkina Faso.
Die Fußballabteilung des Vereins konnte zwölfmal die burkinische Meisterschaft gewinnen und ist damit Rekordtitelhalter des bis 1984 Obervolta genannten Landes. Zwanzigmal gewann EFO den nationalen Pokalwettbewerb, die Coupe du Faso, wo der Verein ebenfalls Rekordgewinner ist.

## Geschichte
Der Verein wurde 1955 gegründet. Die Vereinsfarben sind Blau und Weiß. Bevor in jüngster Zeit die Nachwuchsförderung im Land strukturiert wurde, rekrutierte sich die Mannschaft des Vereins vorwiegend aus Talenten der Viertel Dapoya, Paspanga und Koulouba der Stadt Ouagadougou.
Nach der Unabhängigkeit des Landes im Jahre 1960 konnte sich Étoile Filante 1962 als zweite Mannschaft überhaupt und als erstes Team aus Ouagadougou in die Siegerliste der nationalen Meisterschaft eintragen. Den Pokal gewann EFO erstmals in seiner dritten Auflage 1963, ebenfalls als erster Verein aus der Hauptstadt. Zweimal, 1994 und 1996, gewann der Verein die seit 1992 zwischen Meister und Pokalsieger ausgespielte Coupe de l’AJSB.

## Erfolge
- Burkinischer Meister (13): 1965, 1985, 1986, 1988, 1990, 1991, 1992, 1993, 1994, 2001, 2008, 2014
- Burkinischer Pokalsieger (23): 1963, 1964, 1965, 1968, 1970, 1972, 1975, 1976, 1985, 1988, 1990, 1992, 1993, 1996, 1999, 2000, 2001, 2003, 2006, 2008, 2017, 2023, 2024
- Burkinischer Supercupsieger  (7): 1994, 1996, 1999, 2003, 2006, 2011, 2017

## Teilnahmen am Afrikapokal

### Afrikapokal der Landesmeister/CAF Champions League
Der Meistertitel von 1965 berechtigte Les Stellistes zur Teilnahme am neugeschaffenen Afrikapokal, wo sie allerdings in der ersten Runde an Stade d’Abidjan aus der Elfenbeinküste scheiterten. 20 Jahre später nahm EFO an der ersten Hauptrunde teil, da sich der mauretanische Vertreter AS Ksar Nouakchott zurückgezogen hatte. In der ersten Runde folgte das Aus gegen JS Kabylie (Algerien). 1989 konnte sich der Verein in der Qualifikation gegen Zumunta AC aus Nigeria durchsetzen, musste sich in der ersten Hauptrunde allerdings Espérance Sportive de Tunis geschlagen geben. 1990–1994 wurde der Klub fünfmal hintereinander Burkinischer Meister. Im Afrikapokal scheiterte man 1991 an Union Douala (Kamerun), 1992 an ASEC Mimosas. 1993 profitierten die Weiß-Blauen erneut von einem Rückzug in der Qualifikation, diesmal verzichtete der SC Bissau aus Guinea-Bissau. In der Hauptrunde verlor man gegen MC Oran (Algerien), 1994 und 1995 jeweils an Espérance Tunis. Auch 2002 und 2008 kam EFO jeweils nicht über die erste Hauptrunde hinaus; wo dei Mannschaft gegen FC Enyimba aus Nigeria bzw. gegen ASEC Mimosas aus der Elfenbeinküste ausschied.

### Afrikapokal der Pokalsieger
1997 kam man im African Cup Winners’ Cup kampflos gegen Sahel SC Niamey (Niger) weiter. Nach einem 3:0-Sieg im Heimspiel verlor Étoile Filante auswärts bei ES Sahel aus Sousse (Tunesien) mit 0:4 und schied dadurch knapp aus. 2000 war FAR Rabat eine zu große Hürde.

### CAF Cup/CAF Confederation Cup
1996 verlor EFO gegen MC Oran, 1999 konnten die Accra Great Olympics und AS Vita Club ausgeschaltet werden, im Viertelfinale war allerdings gegen Canon Yaoundé Schluss. 2003 scheiterte man an Raja Casablanca.
2004 konnte der Verein Dynamic Togolais Lomé besiegen, allerdings nicht Wydad Casablanca. In der Saison 2007 nahm EFO erneut am CAF Cup teil, wo man nach Siegen gegen Sahel SC Niamey und US Ouakam in der dritten Runde an Mwana Africa aus Simbabwe scheiterte.

## Statistik in den CAF-Wettbewerben
| Wettbewerb                    | Runde         | Gegner                   | Hinspiel | Rückspiel           |  |
| ----------------------------- | ------------- | ------------------------ | -------- | ------------------- |  |
|                               |               |                          |          |                     |  |
| CAF Champions Cup 1966        | 1. Runde      | Stade Abidjan            | 2:0 (H)  | 1:4 (A)             |  |
| CAF Champions Cup 1986        | Qualifikation | ASC Ksar                 | n. a.    | n. a.               |  |
|                               | 1. Runde      | JS Kabylie               | 0:5 (A)  | 1:1 (H)             |  |
| CAF Champions Cup 1989        | Qualifikation | Zumunta AC               | 2:0 (A)  | 1:1 (H)             |  |
|                               | 1. Runde      | Espérance Tunis          | 1:2 (A)  | 0:0 (H)             |  |
| CAF Champions Cup 1991        | 1. Runde      | Union Douala             | 0:3 (A)  | 1:2 (H)             |  |
| CAF Champions Cup 1992        | 1. Runde      | ASEC Abidjan             | 1:2 (H)  | 0:2 (A)             |  |
| CAF Champions Cup 1993        | Qualifikation | Sporting Clube de Bissau | n. a.    | n. a.               |  |
|                               | 1. Runde      | MC Oran                  | 1:0 (H)  | 0:2 (A)             |  |
| CAF Champions Cup 1994        | Qualifikation | Espérance Tunis          | 0:5 (A)  | 2:3 (H)             |  |
| CAF Champions Cup 1995        | 1. Runde      | Espérance Tunis          | 1:1 (H)  | 1:4 (A)             |  |
| CAF Cup 1996                  | 1. Runde      | MC Oran                  | 1:1 (H)  | 1:3 (A)             |  |
| African Cup Winners’ Cup 1997 | Qualifikation | Sahel SC                 | n. a.    | n. a.               |  |
|                               | 1. Runde      | Étoile Sportive du Sahel | 3:0 (H)  | 0:4 (A)             |  |
| CAF Cup 1999                  | 1. Runde      | Great Olympics Accra     | 2:3 (A)  | 2:0 (H)             |  |
|                               | 2. Runde      | AS Vita Club             | 1:1 (A)  | 2:1 (H)             |  |
|                               | Viertelfinale | Canon Yaoundé            | 1:1 (H)  | 0:1 (A)             |  |
| African Cup Winners’ Cup 2000 | 1. Runde      | FAR Rabat                | 0:0 (H)  | 0:1 (A)             |  |
| CAF Champions League 2002     | 1. Runde      | Enyimba Aba              | 0:4 (A)  | 3:1 (H)             |  |
| CAF Cup 2003                  | 1. Runde      | Raja Casablanca          | 2:3 (H)  | 0:4 (A)             |  |
| CAF Confederation Cup 2004    | Qualifikation | Dynamic Togolais Lomé    | 2:0 (H)  | 0:0 (A)             |  |
|                               | 1. Runde      | WAC Casablanca           | 0:1 (H)  | 0:0 (A)             |  |
| CAF Confederation Cup 2007    | Qualifikation | Sahel SC                 | 2:2 (A)  | 1:1 (H)             |  |
|                               | 1. Runde      | US Ouakam                | 1:0 (H)  | 0:1 (A) / 4:3 n. E. |  |
|                               | 2. Runde      | Mwana Africa FC          | 2:0 (H)  | 0:3 (A)             |  |
| CAF Champions League 2009     | Qualifikation | Heart of Lions           | 2:0 (H)  | 2:3 (A)             |  |
|                               | 1. Runde      | ASEC Abidjan             | 0:2 (A)  | 0:1 (H)             |  |
| CAF Confederation Cup 2012    | Qualifikation | AS Dragons FC de l’Ouémé | 0:1 (A)  | 2:0 (H)             |  |
|                               | 1. Runde      | ASEC Abidjan             | 2:2 (H)  | 0:2 (A)             |  |
| CAF Champions League 2015     | Qualifikation | AS Pikine                | 0:1 (A)  | 0:0 (H)             |  |
| CAF Confederation Cup 2018    | Qualifikation | Olympique Star           | 0:0 (A)  | 0:1 (H)             |  |

- 1986: Der ASC Ksar zog seine Mannschaft nach der Auslosung zurück.
- 1993: Der Sporting Club de Bissau zog seine Mannschaft nach der Auslosung zurück.
- 1997: Der Sahel SC zog seine Mannschaft nach der Auslosung zurück.

## Volleyball
Auch die Volleyball-Abteilung des Vereins gehört zur Spitze des Landes.